# Levi Qumaluk
Levi Qumaluk est un artiste, sculpteur et graveur inuk né le 7 mai 1919 à la rivère Kugoalu, près de Puvirnituq et décédé en 1997,. Il est connu pour ses gravures illustrant des aspects de la vie à l'Inuit Nunangat et pour sa contribution à la fondation de la coopérative de Puvirnituq.

## Carrière artistique
Qumaluk a debuté la gravure sur pierre en 1962 et l'estampe en 1979. Ses cinq frères pratiquent également la gravure, mais il est le seul à tenter l'estampe,. Les thématiques traitées par Qumaluk englobent le mode de vie des Inuits face au climat arctique, tels que les activités d'une mère et ses enfants, la chasse et les légendes inuits,.

## Oeuvres
Les œuvres de Qumaluk sont décrites comme représentant des scènes personnelles du mode de vie traditionnelle inuit, avec un soucis du détail important. Des cheveux tressés, des outils de chasse, des tentes et des vêtements sont des exemples d'éléments scultpés avec minutie,.

## Autres contributions
Avec Aisa Qoperqualu, Charlie Sivuarapik et Peter Amautik, il a participé à la fondation de la coopérative de Puvirnituq en 1960. Celle-ci a été mise en place en réponse aux rumeurs selon lesquelles la Compagnie de la Baie d’Hudson (CBH) allait cesser l’achat d’œuvres locales. La vente d’œuvres à la CBH constituait une source de revenu essentielle pour plusieurs artistes. La coopérative avait pour but de rassembler les artistes afin de favoriser l'entraide et d'encourager la commercialisation de leurs œuvres à l’étranger. Qumaluk a également soutenu financièrement la coop en y versant des dons pour contribuer au salaire des employés.

## Expositions
Musée canadien de l’histoire, Gatineau
- Sculpture inuite par Levi Qumaluk illustrant une légende locale, Povungnituk, 1958 = Inuit sculpture by Levi Qumaluk illustrating a local legend, Povungnituk, 1958 | Canadian Museum of History[9]

Musée des beaux-arts du Canada, Ottawa
- Un homme et sa femme font un kayak | Musée des beaux-arts du Canada[10]

## Collection
Musée des beaux-arts de Montréal, Montréal
- Sans titre (Morse), 1952[11]